# Knurhår
 For alternative betydninger, se Hår (flertydig). (Se også artikler, som begynder med Hår)
Knurhår, følehår eller varbørster (latin vibrissae (ental: vibrissa)) er kraftige hår som fungerer som sanseorganer idet nerveceller i hårsækkene kan registere deres bevægelser. De findes hos de fleste pattedyr, typisk på siderne af næsen, men de kan også findes over øjenene og andre steder rundt om på kroppen. De er som regel meget hårde og stive. Katte og andre dyr, bruger dem til at navigere, hvis de nu er ved at støde ind i andre ting, og for at bedre kunne færdes om natten. Desuden bruges knurhårene til at mærke, når andre dyr eller insekter nærmer sig deres mundområde. Ligesom vi mennesker har øjenvipper.
Sæler kan mærke i hvilken retning en fisk har passeret via knurhårene.